# 謝爾蓋·梅利科夫

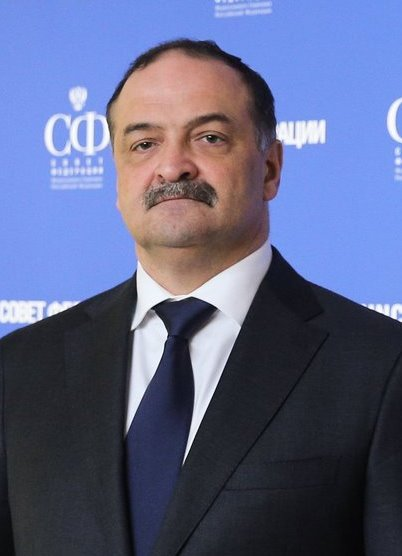
謝爾蓋·阿利莫維奇·梅利科夫

謝爾蓋·阿利莫維奇·梅利科夫（俄语：Сергей Алимович Меликов，1965年9月12日—）俄罗斯政治家和军事领导人，自2021年10月14日起担任达吉斯坦共和国第五任首脑。梅利科夫于2019年至2020年担任代表斯塔夫罗波尔边疆区的联邦委员会议员。2016年至2019年，他担任俄罗斯国民近卫军联邦服务局第一副局长和俄罗斯国民近卫军总司令。梅利科夫还于2014年至2016年担任北高加索联邦区的全权代表。梅利科夫拥有上将军衔和一级联邦国家文职军衔，是俄罗斯联邦现任国务委员。他是东正教徒。